# Hulshofen
Hulshofen (auch Hülshofen, Huleshofen, Heitzhofen oder Uleshofen) ist eine Wüstung im Stadtgebiet von Karben im Wetteraukreis in Hessen.

## Geografische Lage
Hulshofen wird zwischen Okarben, Petterweil und Groß-Karben östlich der heutigen Neumühle verortet. Möglicherweise ist diese identisch mit der einstigen Ortsmühle. Der Heitzhöfer Bach sowie die Flurnamen Heitzhöfer Wiesen und Heitzhöfer Feld weisen auf die Wüstung hin.

## Geschichte
Der Ort wird erstmals 1232 als Hvleshouen in einem Vergleich des Pfarrers von Diebach mit den Deutschordensbrüdern von Sachsenhausen erwähnt. Weitere urkundliche Nennungen sind sehr zahlreich:
- 1304 wurden Äcker in vila Huleshoven an den Deutschen Orden zu Sachsenhausen verkauft.[2]
- 1317 verkaufte der Deutsche Orden mit Einwilligung des Klosters Arnsburg einen halben mansus in terminis ville Hulishouen.[2]
- 1352 kaufte das Kloster Arnsburg mit Einwilligung des Friedrich von Bellersheim dessen Fronhof zu Petterweil vom Kloster Fulda mit Ländereien ober den holshober weg und dy bunde geyn Holshoben.[5]
- 1375 verkaufte ein Friedberger Bürger Besitz in Okarben, wiederum an den Deutschen Orden, und hat dies aufgegeben in den Gerichten Okarben und Hulshofen.[2]
- 1395 kaufte der Deutsche Orden zwei Morgen Land uff Hulshofferfelde.[2]
- 1430 bekannte der Friedberger Burggraf Eberhard Löw von Steinfurth sowie seine Söhne Eberhard und Henne, dass sie von Graf Reinhard II. von Hanau zwei Huben Land zu Hulshoffen als Lehen empfangen haben.[2]
- 1440 verkaufte Herrmann Wais von Fauerbach zweieinhalb Huben Land zu Hulshouen[2]
- 1528 verkaufte der Frankfurter Hauptmann Johann Wais von Fauerbach zwei Huben, 1 Morgen und drei Viertel Land in der Hulshoffer Gemarkung an den Deutschen Orden.[2]
- 1539 tauschte das Kloster Arnsburg mit dem Deutschen Orden eine Hube zu Hulshofen.[2]
- 1585 kam es zu Streitigkeiten zwischen den Dörfern Okarben und Kloppenheim aufgrund von Weiderechten in der Heutzhoffer Terminei, die mit einer Aufteilung zwischen beiden Dörfern geregelt wurden.

Letzteres ist nur noch nach der Aufgabe der Ortschaft denkbar, die vielleicht auch schon im 15. Jahrhundert stattfand. Die Urkunden zeigen, dass der Deutsche Orden einen wesentlichen Teil des Besitzes erwarb, der in Kloppenheim mit dem späteren Deutschordensschloss Kloppenheim (zuvor ein größerer Hof) seinen Besitz konzentrierte. 1659 konnte er diesen aus dem Freigericht Kaichen, zu dem auch Hülshofen gehörte, herauslösen.

## Ortsadel „von Hülshofen“
Wie für viele Orte der Wetterau ist auch in Hülshofen ein lokales Ministerialengeschlecht fassbar. Erstmals 1226 wird Markolfus de Vlishofen unter den Frankfurter Burgmannen genannt. Um 1400 sind weitere Angehörige unter den Friedberger Burgmannen anzutreffen. Wahrscheinlich besaß die Familie einen Stammsitz in Hülshofen, vermutet wird ein Festes Haus. Letztmals 1460 wird mit Johann von Hülshofen ein männliches Mitglied der Familie erwähnt. Der letzte Nachweis ist die 1525 erwähnte Anna von Hülshofen, Priorin des Klosters Nieder-Ilbenstadt, nach anderen Angaben im Kloster Engelthal.